# Гайдукова Любов Іванівна
Любов Іванівна Гайдукова (Ладика) (нар. 2 грудня 1951, село Волохів Яр, тепер Чугуївського району Харківської області) — українська радянська діячка, машиніст крана управління будівництва Харківського метрополітену. Депутат Верховної Ради УРСР 10—11-го скликань.

## Біографія
Освіта середня.
У 1967—1973 роках — швачка фабрики індпошиву і ремонту одягу № 5 Харківської області.
З 1973 року — машиніст козлового крана тунельного загону № 24 управління будівництва «Харківметробуд» Харківської області.
Потім — на пенсії в місті Харкові.

## Нагороди
- медалі